# 油津デジタルテレビ中継局
油津デジタルテレビ中継局（あぶらつデジタルテレビちゅうけいきょく）は、宮崎県日南市にあるデジタルテレビ中継局である。

## 概要
日南市の油津地区（油津港周辺地域）を放送区域としている。

## 放送設備

### 所在地
- 宮崎県日南市油津（油津港東方の山）

### 地上デジタルテレビ放送
| ID | 放送局名      | 放送局名      | 物理チャンネル | 空中線電力 | ERP  | 放送対象地域 | 放送区域内世帯数 |
| -- | ------------- | ------------- | -------------- | ---------- | ---- | ------------ | ---------------- |
| 1  | NHK宮崎       | 総合          | 45ch           | 10mW       | 45mW | 宮崎県       | 882世帯          |
| 2  | NHK宮崎       | Eテレ         | 43ch           | 10mW       | 45mW | 全国         | 882世帯          |
| 3  | UMKテレビ宮崎 | UMKテレビ宮崎 | 49ch           | 10mW       | 45mW | 宮崎県       | 882世帯          |
| 6  | MRT宮崎放送   | MRT宮崎放送   | 47ch           | 10mW       | 45mW | 宮崎県       | 882世帯          |

#### 補足
- 2010年4月30日予備免許交付、同5月10日試験放送開始、同6月1日本放送開始[2]。
- 実効輻射電力（ERP）：NHK総合・Eテレ、UMKテレビ宮崎、MRT宮崎放送いずれも45mWである[3][4][5][6]。